# Lore Dijkman
Lore Dijkman (Amsterdam, 12 juli 1984) is een Nederlands actrice. Dijkman studeerde in 2008 af aan de Toneelschool Maastricht

## Films
- Zus & zo (2001)
- Julie en Herman - De nieuwe Lola's (2003)
- Stop! - KORT! (2003)
- Tederheid - Boy Meets Girl Stories (2003)
- Wake up Call - Vrijdag de 14e (2003)
- Dwaalgast - Enneagram (2003)
- Cool (2004)
- Stille Nacht (2004)
- Zwijnen - One Night Stand (2004)
- Absolutely Positive - One Night Stand (2006)
- Wijster (2008)
- Drang (2008)

## Televisieseries
- "Cut" (2003)
- "Cut" (speciale aflevering: "Nouria") (2004)

## Televisieseries (gastrol)
- "Echt waar" (2002)
- "Intensive Care" (2003)
- "Hartslag" (2004)
- "Grijpstra & De Gier" (2004)
- "Spangen", als Kerstin in de aflevering Borderline (gastrol) (2006)
- "Keyzer en De Boer Advocaten" (2007)
- "Spoorloos Verdwenen", als Tessa Blok (gastrol) (2008)
- "Flikken Maastricht", als Emma Boeyens (gastrol) (2010)

## Theater
- Lulu bij De Theatercompagnie (Amsterdam) (2001)
- Ik ben weg bij Het Toneel Speelt (Amsterdam) (2007)
- Geloof Liefde Hoop  bij Toneelgroep Maastricht (2010)
- Timon van Athene bij Toneelgroep Maastricht (2012-2013)